# Fukujama (Hirošima)
Fukujama (japonsky 福山市 Fukujama-ši) je město v prefektuře Hirošima na ostrově Honšú v Japonsku. Žije zde přes 400 tisíc obyvatel. Ve městě se nachází městský hrad, středověké město Kusado Sengen nebo buddhistický chrám Mjóóin. Ve městě se nacházejí železárny a slévárny JFE Steel.

## Partnerská města
- Hamilton, Kanada
- Kazanlak, Bulharsko
- Maui, Havaj, Spojené státy americké
- Pchohang, Jižní Korea
- Tacloban, Filipíny